# Населення Чернігова
Населення Чернігова на початок 2016 становило 294,1 тис. осіб.
Станом на 1 березня 2015 на місто припадало 28,0 % населення Чернігівської області. На початку 2014 р. за чисельністю населення серед міст України Чернігів посідав 18 місце.  У Чернігові наразі проживає 274 300 людей. Такі дані, станом на 1 січня 2025-го року, наводяться у «Паспорті Чернігова-2025», опублікованому на сайті Чернігівської міської ради.

## Історична динаміка

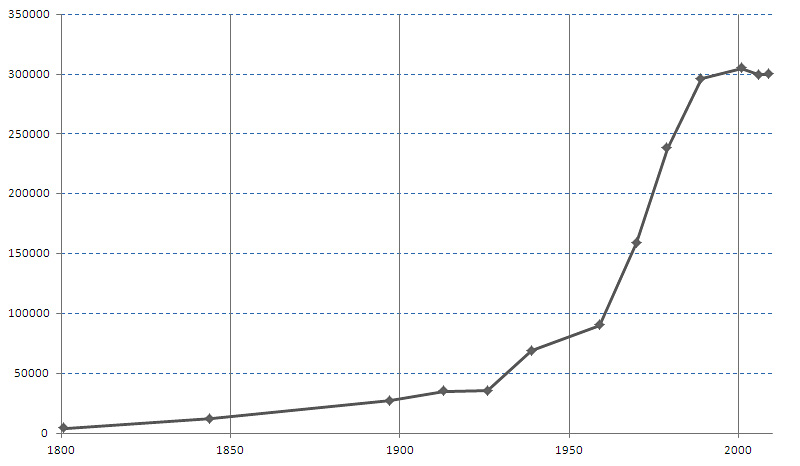
Демографічний розвиток Чернігова

### Козацька доба
Історія Чернігова дає яскравий приклад значення політико-адміністративного фактору для життя міста. Після 1648 р., з часів Богдана Хмельницького, Чернігів став центром Чернігівського козацького полку, однак в економічному відношенні та за чисельністю населення значно відставав від кількох інших міст Сіверської землі (Ніжина, Конотопа, Глухова, Березни).
Більшість дослідників вважають, що в містах Лівобережної України у XVIII ст. проживала невелика кількість населення. Так, за підрахунками дослідників В. Кабузана і А. Перковського, жителі лівобережних міст (включаючи міста і містечка Чернігово-Сіверщини) в другий половині XVIII ст. становили 6,5 % усього населення. В. Голобуцький вважає, що у містах в цей період проживало 6,53 % усього населення. Г. Махнова дійшла висновку, що воно становило 6,36 % усього населення.
У 1666 р. московські чиновники провели перший перепис жителів Чернігова. Вони зафіксували у місті 314 дворів міщан. Вважається, що на той час у кожному дворі мешкало 7 — 8 людей. Здійснивши приблизні підрахунки, можна припустити, що в місті проживало близько 2 — 2,5 тис. осіб міщанського стану. Цікаво, що в місті майже не було бідних людей — перепис зафіксував лише 12 дворів «убогих» міщан. Оскільки мета перепису полягала у встановленні кола осіб, які могли платити податки, то до нього не потрапили козаки, шляхта і духовенство. Вони були привілейованими прошарками населення і не оподатковувалися. Так само не рахували їхніх працівників і підданих чернігівських монастирів. Тому точні підрахунки всіх мешканців міста за цим переписом, як і за іншими, вже до кінця XVIII ст. неможливі. Можна лише припустити, що у 1666 р. населення Чернігова складало до 3 тисяч осіб.
На основі матеріалів сповідних розписів 1739 р. Богоявленської, Вознесенської, Воскресенської, Михайло-Федорівської [Архівовано 7 листопада 2014 у Wayback Machine.], Покровської, Преображенської, Стрітенської, Хрестовоздвиженської, Катерининської церков Чернігова ми можемо визначити демографічну ситуацію міста в сер. XVIII ст.
У всіх церковних приходах Чернігова разом налічувалося 149 (27,7 %) сімей, що відносились до типу простих [Архівовано 7 листопада 2014 у Wayback Machine.] або нуклеарних [Архівовано 7 листопада 2014 у Wayback Machine.]. Кількість родичів в них коливалася від 3 до 5 чоловік. До розширених належало 58 (10,8 %) домогосподарств з середньою чисельністю по чоловік. Більшість у церковних приходах Чернігова складали мультифокальні [Архівовано 7 листопада 2014 у Wayback Machine.] або складні [Архівовано 7 листопада 2014 у Wayback Machine.] сім'ї, що утворювалися з кількох нуклеарних сімей або ядер. Їх налічувалося 302 (56,2 %).
Згідно з даними сповідальних книг, усього в церковних приходах міста Чернігова налічувалося 537 домогосподарств, де проживало 3302 мешканці.
Згідно з даними перепису дворів Чернігівського полку 1721 р., в місті зафіксовано 631 двір, у тому числі: козацької старшини — 18, священнослужителів — 19, міщанських — 141, козацьких — 245, бобильських — 178, шинкових — 30. Для визначення чисельності мешканців цифру житлових дворів (601) знову множимо на 6, 7 чи 8 і за такими розрахунками виходить, що населення Чернігова на 1721 р. становило від 3,5 до 4,5 тисячі чоловік, але знову ж таки не слід забувати про умовність і приблизність підрахунків.
За етнічним складом населення регіону було строкатим. Так, Шафонський відзначив, що міщани «грецький благочестивий закон сповідують, і весь спосіб життя і мову малоросійську вживають, і справжніми малоросіянами вважатись можуть». Це підтверджують і офіційні дані, за якими серед міських жителів було лише 50 росіян, а решта — українці. Правда, якщо додати солдат і офіцерів місцевого гарнізону, яких не зараховували до числа жителів, то кількість росіян збільшувалася приблизно на 500 чоловік.
Населення Чернігова середини XVIII ст. було репрезентоване трьома основними групами: міським патриціатом [Архівовано 12 серпня 2020 у Wayback Machine.], міщанством й міськими низами, які були наділені відповідними правами та обов'язками. Вищу сходинку соціальної ієрархії представляв невеликий за чисельністю міський патриціат: впливові сім'ї, багатіїв, найзаможніші купці та власники ремісничих майстерень. Міщанство становили звичайні повноправні мешканці міст: середні та дрібні крамарі, ремісники, майстри, власники невеличких промислів і майстерень.
Міське населення до кінця XVIII ст. майже не зростало, що було викликане погіршенням умов існування міщанського стану, епідеміями та стихійними лихами. З посиленням тиску російської влади і зменшенням привілеїв українських міст, перебування в міщанському стані ставало невигідним економічно, тому значна частина людей віддавала перевагу проживанню в приміських селах.

### Новий час
| 1739 | 1801 | 1844 | 1897 | 1913 | 1926 | 1939 | 1959 | 1970  | 1979  | 1989  | 1995  | 2001  | 2006  | 2013  | 2016  |
| ---- | ---- | ---- | ---- | ---- | ---- | ---- | ---- | ----- | ----- | ----- | ----- | ----- | ----- | ----- | ----- |
| 3,3  | 4,0  | 12,0 | 27,7 | 35,0 | 34,4 | 68,6 | 89,6 | 158,9 | 238,1 | 296,3 | 314,0 | 305,0 | 299,6 | 296,1 | 294,1 |

На початок 2016 року чисельність населення Чернігова становила 294,1 тис. осіб.
В 2015 в місті народилося 2517 дітей. Переважна більшість жінок народили першу (55 %) та другу (37 %) дитину.
Частка малюків, народжених жінками, які не перебували в шлюбі, становила 17 %.
У 2015 у Чернігові померло 3467 осіб. Середній вік померлих — 70 років.
За 2015 рік в місті одружилися 2375 пар.

## Вікова структура
Середній вік населення Чернігова за переписом 2001 року становив 37,3 років. Середній вік чоловіків на 4,4 роки менше ніж у жінок (34,9 і 39,3 відповідно). У віці молодшому за працездатний знаходилося 49 625 осіб (16,3 %), у працездатному віці — 198 170 осіб (65,0 %), у віці старшому за працездатний — 56 758 осіб (18,6 %). За статтю у місті переважали жінки, яких налічувалося 162 339 осіб (53,2 %), тоді як чоловіків 142 655 (46,8 %).

Станом на 1 січня 2014 року статево-віковий розподіл населення Чернігова був наступним:
| вік         | чоловіки | жінки   | обидві статі |
| ----------- | -------- | ------- | ------------ |
| 0-14        | 18 966   | 17 967  | 36 933       |
| 15-64       | 100 764  | 112 731 | 213 495      |
| 65 і старше | 13 391   | 26 031  | 39 422       |

## Національний склад
Динаміка національного складу населення Чернігова за даними переписів, %
|          | 1926 | 1989 | 2001 |
| -------- | ---- | ---- | ---- |
| українці | 57,0 | 80,2 | 86,3 |
| росіяни  | 16,4 | 15,8 | 10,6 |
| білоруси | 0,6  | 1,5  | 1,2  |
| євреї    | 38,6 | 1,0  | 0,3  |

Згідно з опитуванням, проведеним Соціологічною групою «Рейтинг» у 2017 році, українці становили 91 % населення міста, росіяни — 7 %.

## Мовний склад
Динаміка рідної мови населення Чернігова за переписами, %
| мова       | 1897 | 1926 | 1989 | 2001 |
| ---------- | ---- | ---- | ---- | ---- |
| українська | 36,4 | 30,3 | 65,5 | 74,0 |
| російська  | 28,8 | 42,9 | 33,1 | 24,5 |
| єврейська  | 31,7 | 24,7 | 0,1  |      |

Українська мова є основною та єдиною офіційною мовою міста.
Згідно з опитуваннями, проведеними Соціологічною групою «Рейтинг» у 2017 році, українською вдома розмовляли 18 % населення міста, російською — 53 %, українською та російською однаково — 28 %.
Російська агресія проти України спровокувала у Чернігові нову хвилю українізації, дедалі більше містян вважають за краще розмовляти українською мовою. Згідно з опитуванням, проведеним Міжнародним республіканським інститутом у квітні-травні 2023 року, українською вдома розмовляли 53 % населення міста, російською — 41 %.
18 липня 2023 року наказом начальника Чернігівської міської військової адміністрації у Чернігові затверджено «Правила забезпечення в місті Чернігів чистоти і порядку, додержання тиші в громадських місцях, на період дії правового режиму воєнного стану та ЗО днів після його припинення чи скасування». Серед них є пункти про заборону використовувати російську мову в зовнішній рекламі (7.1.1), на будь-яких вивісках та інформаційних табличках (7.28), а також заборона на публічне використання російськомовного культурного продукту (8.13).
Згідно з опитуванням, проведеним Міжнародним республіканським інститутом у квітні-травні 2024 року, українською вдома розмовляв 71 % населення міста, російською — 55 % (на відміну від опитування 2023 року було дозволено вибір кількох варіантів).